# Dolophilodes madhyamika
Dolophilodes madhyamika är en nattsländeart som beskrevs av Schmid 1960. Dolophilodes madhyamika ingår i släktet Dolophilodes och familjen stengömmenattsländor. Inga underarter finns listade i Catalogue of Life.